# Бурен (река)
Бурен (также Брень, Бурень, Хем-Брень, Ак-Хем) — река, протекающая в Республике Тыве России. Левый приток Малого Енисея.
Река относится к Енисейскому бассейновому округу, речной бассейн — Енисей, водохозяйственный участок реки — Малый Енисей. Длина реки составляет 156 км, водосборная площадь — 1060 км². Берёт начало с наветренной стороны хребта Хорумнуг-Тайга (с тувинского Скалистая тайга), относящегося к системе Восточного Танну-Ола, также собирает сток через небольшую реку Мажалык, вытекающую из озера Чагытай. Течёт по таёжной холмистой местности преимущественно в северном направлении. Впадает в Малый Енисей в 114 км от его устья близ посёлка Усть-Бурен.
Течение слабо извилистое, для русла реки характерны многочисленные осерёдки. После впадения Улуг-Ужара ширина реки составляет около 20 м, в среднем течении — до 58 м.. Скорость течения в низовьях — 1,8 м/сек.
Основные притоки (от устья): Улуг-Ажык (лв), Сой (лв), Иртыш (лв), Хадын (лв), Чарыш (пр), Улуг-Ужар (пр).
Населённые пункты на Бурене (от устья): Усть-Бурен, Авыйган, Бурен-Бай-Хаак, также несколько зимовий и летников.